# 166 (număr)
166 (o sută șaizeci și șase) este numărul natural care urmează după 165 și precede pe 167 într-un șir crescător de numere naturale.

## În matematică
166
- Este un număr compus.[1]
- Este un număr semiprim, fiind produsul a două numere prime: 166 = 2 x 83.[2][3]
- Este un număr deficient.[4][5]
- Este un număr centrat triunghiular[6][7] și un număr centrat endecagonal.[8][9]
- Valoarea funcției Mertens pentru 166 este 0.
- Este un număr Smith.[10][11]

## În știință

### În astronomie
- Obiectul NGC 166 din New General Catalogue este o galaxie spirală cu o magnitudine 14,5 în constelația Balena.
- 166 Rhodope este un asteroid din familia Adeona  din centura principală.
- 166P/NEAT este o cometă periodică din Sistemul Solar.
- HD 166 este a 6-a stea ca magnitudine din constelația Andromeda

## În alte domenii
166 se poate referi la:
- Rural Municipality of Rxcelsior No. 166 este o municipalitate rurală din Canada